# تريفور روزنتال
تريفور روزنتال (بالإنجليزية: Trevor Rosenthal)‏ هو لاعب كرة قاعدة أمريكي، ولد في 29 مايو 1990 في ليز ساميت في الولايات المتحدة.

## وصلات خارجية
- تريفور روزنتال على موقع دوري كرة القاعدة الرئيسي (الإنجليزية)
- تريفور روزنتال على موقعبيزبول رفرنس.كوم (الدوري الرئيسي) (الإنجليزية)
- تريفور روزنتال على موقعبيزبول رفرنس.كوم (الدوري الثانوي) (الإنجليزية)
- تريفور روزنتال على موقع إي إس بي إن.كوم (أم.أل.بي) (الإنجليزية)
- تريفور روزنتال على موقع مشجعي الرسوم البيانية (الإنجليزية)